# 14 Sagittae
14 Sagittae, som är stjärnans Flamsteed-beteckning, är en dubbelstjärna belägen i den norra delen av stjärnbilden Örnen. Trots dess Flamsteed-beteckning tillhör den inte Pilens stjärnbild. Den ligger på gränsen mellan stjärnbilderna och fick byta tillhörighet vid översynen av gränser mellan stjärnbilderna år 1930 och benämns efter bytet av stjärnbild ofta med sin HD-beteckning, HD 190229. Den har en skenbar magnitud på ca 5,89 och är mycket svagt synlig för blotta ögat där ljusföroreningar ej förekommer. Baserat på parallax enligt Gaia Data Release 2 på ca 4,9 mas, beräknas den befinna sig på ett avstånd på ca 660 ljusår (ca 203 parsek) från solen. Den rör sig närmare solen med en heliocentrisk radialhastighet av ca -22 km/s.

## Egenskaper
Primärstjärnan 14 Sagittae A är en blå till vit stjärna i huvudserien av spektralklass B9p HgMn, som är en kemiskt speciell kvicksilver-mangan-stjärna. Den har en radie som  är ca 2,4 solradier och utsänder ca 292 gånger mera energi än solen från dess fotosfär vid en effektiv temperatur av ca 13 200 K.
14 Sagittae är en enkelsidig spektroskopisk dubbelstjärna med en omloppsperiod av 61,5 dygn och en excentricitet av 0,49.